# Canadian Pharmacists Journal
Fondato nel 1868, il Canadian Pharmacists Journal, abbreviato anche come CPJ, è il più antico periodico canadese che sia stato pubblicato ininterrottamente. Questa rivista è sottoposta a revisione paritaria e  viene pubblicata 6 volte all'anno.
Contiene ricerche originali, revisioni cliniche, commenti, sintesi di prove, linee guida per la pratica clinica e strumenti pratici relativi al progresso della pratica farmaceutica verso un'assistenza incentrata sul paziente e per il miglioramento dei risultati. È la pubblicazione ufficiale dell'Associazione dei farmacisti canadesi.

## Storia
Il primo numero della rivista uscì in stampa nel maggio 1868 col nome di Canadian Pharmaceutical Journal a cura dell'allora Canadian Pharmaceutical Society. Il caporedattore fondatore fu E.B. Shuttleworth. Dopo l'approvazione dell'Ontario Pharmacy Act nel 1871, la Canadian Pharmaceutical Society si sciolse e la rivista fu rilevata dal neocostituito Ontario College of Pharmacy.
Shuttleworth mantenne la carica di redattore fino al 1896, quando la rivista si fuse con la Pharmacal Gazette di Montreal. Infine, nel 1923, la rivista fu acquistata dalla Canadian Pharmaceutical Association (ora nota come Canadian Pharmacists Association).
I primi numeri contenevano un'ampia varietà di argomenti che includevano avvisi sociali e legali, formule di composizione e commenti su questioni farmaceutiche di attualità. Nel 1957, fu introdotta una nuova “sezione scientifica” curata da Mervyn Huston, sezione che conteneva ricerche originali ed era molto popolare tra i lettori.
Nel 2002, la rivista adottò la revisione paritaria. Nel giugno 2005 fu riprogettata, modificò il nome in Canadian Pharmacists Journal e fu rilanciata ponendo una maggiore attenzione alla ricerca sulla pratica farmaceutica.

## indicizzazione
Gli abstract e gli articoli sono indicizzati dai seguenti database bibliografici:  Emerging Sources Citation Index, EBSCO, Embase, ProQuest:International Pharmaceutical Abstracts e Scopus.
L'archivio online è disponibile su PubMed Central.